# Референдум у Јужној Осетији 2022.
Референдум о приступању Јужне Осетији Руској Федерацији одржао се 17. јула 2022. године.
У случају проласка референдума, Јужна Осетија је могла бити проглашена за 86. субјект Руске Федерације, уз могуће накнадно уједињење са Северном Осетијом — Аланијом. Председник Јужне Осетије Анатолиј Бибилов предложио је назив за један ентитет: Осетија — Аланија. Према његовим речима, такво име је требало од „само Осетија“, нагласити потребу да се одрже везе са прецима.
Јужна Осетија је делимично призната држава на територији Грузије.